# Eduard Michael Grosu
Eduard Michael Grosu (Zărnești, 4 settembre 1992) è un ciclista su strada rumeno che corre per il team Huansheng-Vonoa-Taishan Sport Team. Professionista dal 2014, ha vinto numerosi titoli nazionali, il Tour of Estonia 2014, la Ronde van Limburg 2019 e il Turul României 2020, e partecipato ai Giochi olimpici di Tokyo 2020.

## Palmarès

### Strada
- 2010 (Juniores)

Campionati rumeni, prova a cronometro Juniores
- 2012 (Progetto Ciclismo Evo Team, una vittoria)

5ª tappa Turul Dobrogei (Costanza > Costanza)
- 2013 (Overall Cycling Team, tre vittorie)

Campionati rumeni, prova a cronometro
3ª tappa Turul Ciclist al României (Bicaz > Botoșani)
Gran Premio di Sannazzaro de' Burgondi
- 2014 (Vini Fantini-Nippo, cinque vittorie)

5ª tappa Carpathian Couriers Race (Zapora Niedzica > Ciężkowice)
6ª tappa Carpathian Couriers Race (Dąbrowa Tarnowska > Tarnów)
1ª tappa Tour of Estonia (Tallinn > Tartu)
Classifica generale Tour of Estonia
12ª tappa Tour of Qinghai Lake (Zhongwei > Zhongwei)
- 2016 (Nippo-Vini Fantini, una vittoria)

5ª tappa Tour of Taihu Lake (Nantong > Haimen)
- 2017 (Nippo-Vini Fantini, due vittorie)

Campionati rumeni, prova a cronometro
4ª tappa Sibiu Cycling Tour (Sibiu > Sibiu)
- 2018 (Nippo-Vini Fantini-Europa Ovini, sei vittorie)

2ª tappa Tour of Croatia (Karlovac > Zara)
Campionati rumeni, prova a cronometro
Campionati rumeni, prova in linea
3ª tappa Tour of Qinghai Lake (Duoba > Guide)
7ª tappa Tour of Qinghai Lake (Qilian > Menyuan)
8ª tappa Tour of Qinghai Lake (Menyuan > Zhangye)
- 2019 (Delko Marseille Provence, cinque vittorie)

Ronde van Limburg
3ª tappa Tour of Qinghai Lake (Duoba > Guide)
6ª tappa Tour of Qinghai Lake (Chaka > Bird island)
2ª tappa Okolo Slovenska (Bardejov > Ružomberok)
2ª tappa CRO Race (Slunj > Zadar)
- 2020 (Nippo Delko Provence, tre vittorie)

3ª tappa Turul României (Târgu Mureș > Lacul Sf. Ana)
4ª tappa Turul României (Brașov > Curtea de Argeș)
Classifica generale Turul României
- 2022 (Drone Hopper-Androni Giocattoli, una vittoria)

3ª tappa Turul României (Târgu Mureș > Făgăraș Cetate)
- 2023 (HRE Mazowsze Serce Polski, una vittoria)

Campionati rumeni, prova a cronometro

#### Altri successi
- 2011 (Cerone-Rodman-Carrozzeria Leone)

Cupa Niro
Memorialul Hasan Sert
- 2012 (Progetto Ciclismo Evo Team)

Memorialul Hasan Sert
- 2013 (Overall Cycling Team)

Cupa Niro
- 2014 (Vini Fantini-Nippo)

Classifica a punti Carpathian Couriers Race
Classifica giovani Tour of Estonia
Classifica a punti Tour of Estonia
Prologo Grand Prix Cycliste de Gemenc (Szekszárd, cronometro)
- 2017 (Nippo-Vini Fantini)

Classifica rumeni Sibiu Cycling Tour
- 2018 (Nippo-Vini Fantini-Europa Ovini)

Classifica a punti Tour of Croatia
- 2019 (Delko Marseille Provence)

Classifica a punti Tour of Qinghai Lake
- 2022 (Drone Hopper-Androni Giocattoli)

Classifica a punti Turul României
- 2023 (HRE Mazowsze Serce Polski)

2ª tappa Turul Colinelor
- 2024 (MachMaster-incolor Team)

Fengbai Cup 1 - Shanxi Yonghe Yellow River Tourist Highway
Mianyang
Shede Cup - China Southern Airlines Fly Enjoy Cycling Competition
China Southern Airlines Enjoy Cycling Open - Zhejiang Longquan
3ª tappa Tour of Three Gorges (Wanzhou > Wanzhou)
9ª tappa Tour of Tea Horse (Hanyuan > Hanyuan)
City Dejiang Road Cycling Race

### Cross
- 2010-2011 (Cerone-Rodman-Carrozzeria Leone, una vittoria)

Campionati rumeni, gara Elite
- 2015-2016 (Nippo-Vini Fantini, una vittoria)

Campionati rumeni, gara Elite
- 2017-2018 (Nippo-Vini Fantini, una vittoria)

Campionati rumeni, gara Elite
- 2018-2019 (Nippo-Vini Fantini-Europa Ovini, una vittoria)

Campionati rumeni, gara Elite

## Piazzamenti

### Grandi Giri
- Giro d'Italia

2015: 150º
2016: 153º

### Classiche monumento
- Milano-Sanremo

2017: 71º
2022: 156°
- Giro di Lombardia

2015: ritirato
2016: ritirato

### Competizioni mondiali
- Campionati del mondo

Mosca 2009 - In linea Juniores: ritirato
Offida 2010 - Cronometro Juniores: 42º
Offida 2010 - In linea Juniores: 100º
Toscana 2013 - Cronometro Under-23: 63º
Toscana 2013 - In linea Under-23: ritirato
Ponferrada 2014 - In linea Under-23: ritirato
Yorkshire 2019 - Cronometro Elite: 51°
Yorkshire 2019 - In linea: ritirato
Imola 2020 - In linea:  ritirato
Fiandre 2021 - In linea Elite: ritirato
- Campionati del mondo di ciclocross

Hoogerheide 2009 - Juniores: 49°
Tabor 2010 - Juniores: 27°
Sankt-Wendel 2011 - Under-23: 41°
- Giochi olimpici

Tokyo 2020 - In linea: ritirato

### Competizioni europee
- Campionati europei su strada

Ankara 2010 - In linea Juniores: 32°
Goes 2012 - In linea Under-23: ritirato
Frýdek-Místek 2013 - Cronometro Under-23: ritirato
Frýdek-Místek 2013 - In linea Under-23: ritirato
Herning 2017 - Cronometro Elite: 28º
Herning 2017 - In linea Elite: ritirato
Alkmaar 2019 - In linea Elite: ritirato
Plouay 2020 - In linea Elite: non partito
Monaco di Baviera 2022 - In linea Elite: 99º
- Campionati europei di ciclocross

Lucca 2011 - Under-23: 40°
- Campionati europei su pista

Plovdiv 2020 - Corsa a eliminazione: 9º
- Giochi europei

Baku 2015 - In linea: 56°
Minsk 2019 - In linea: 40°
Minsk 2019 - Cronometro: 25°